# Diisopropylether
Diisopropylether (DIPE), oft auch als Isopropylether (IPE) bezeichnet, ist eine farblose Flüssigkeit. Es ist ein Lösungsmittel für Tier-, Gemüse- und Mineralöle, Fette, Wachse und einige natürliche Harze. 

## Eigenschaften und Verwendung
IPE gilt im Allgemeinen nicht als ein Lösungsmittel für synthetische Harze, obgleich es Ethylcellulose und in Anwesenheit von niedermolekularen Alkoholen auch Cellulosenitrat auflöst. IPE neigt – wie auch viele andere Ether – zur Bildung von Peroxiden, wobei diese beim IPE schon beim längeren Stehen im Dunkeln gebildet werden. Um dies zu verhindern wird Hydrochinon oder IONOL (ein Gemisch aus Antioxidantien) zugesetzt.

### Sicherheitstechnische Kenngrößen
Diisopropylether bildet leicht entzündliche Dampf-Luft-Gemische. Die Verbindung hat einen Flammpunkt von −28 °C. Der Explosionsbereich liegt zwischen 1,0 Vol.‑% (45 g/m3) als untere Explosionsgrenze (UEG) und 21 Vol.‑% (900 g/m3) als obere Explosionsgrenze (OEG). Der maximale Explosionsdruck beträgt 9,3 bar. Die Grenzspaltweite wurde mit 0,94 mm (50 °C) bestimmt. Es resultiert damit eine Zuordnung in die Explosionsgruppe IIA. Mit einer Mindestzündenergie von 1,14 mJ sind Dampf-Luft-Gemische extrem zündfähig. Die Zündtemperatur beträgt 405 °C. Der Stoff fällt somit in die Temperaturklasse T2.

## Verwendung
Diisopropylether wird als Extraktionsmittel in der pharmazeutischen und chemischen Industrie benutzt. Er wird als Ersatz für Diethylether verwendet, wenn ein Lösungsmittel mit geringerer Flüchtigkeit gewünscht wird.

## Sicherheitshinweise
IPE wirkt bei geringer akuter Toxizität ähnlich wie Diethylether betäubend auf Mensch und Tier, zeigt aber auch nahezu dieselben negativen Effekte wie Muskelkontraktionen, Spasmen, Übelkeit und eine ausgeprägte Erregungsphase.

## Isomerie
Di-n-propylether ist strukturisomer zum Diisopropylether (Di-i-propylether). Ein weiteres Strukturisomer ist Isopropyl-n-propylether.

Der isomere Di-n-propylether
Der isomere Isopropyl-n-propylether